# Серозні філяріїдози
Серо́зні філяріїдо́зи (англ. Serosal filariasis) — клінічна підгрупа гельмінтозів, що належать до групи філяріїдозів і характеризуються ураженням серозних утворень суглобів, внутрішніх органів, порожнин живота. Серозні філяріїдози спричинюють гельмінти Mansonella perstans і Mansonella ozzardi (інвазії, що вони спричинюють, відносять до медичного терміну — серозні мансонельози). До серозних філяріїдозів не відносять підшкірний мансонельоз, якого часто плутають із збудниками серозних мансонельозів. Є думки віднести до цієї підгрупи дирофіляріози тварин.
На сьогодні в клінічному плані усі філяріїдози поділяють на 3 групи:
1. лімфатичні, які спричинюють Wuchereria bancrofti (вухереріоз), Brugia malayi та Brugia timori (бругіоз малайський та тиморський). Ці філярії проникають до лімфатичної системи, в тому числі, й до лімфатичних вузлів; в хронічних випадках здатні зумовити елефантіаз (слоновість);
2. підшкірні, які спричинюють Loa loa (лоаоз), Mansonella streptocerca (інвазія, яку спричинює Mansonella streptocerca, або стрептоцеркоз) і Onchocerca volvulus (онхоцеркоз або річкова сліпота). Ці філярії уражають гіподерму, жировий шар;
3. Серозні філяріїдози, які спричинюють Mansonella perstans і Mansonella ozzardi (серозні мансонельози). Ці філярії уражають, в першу чергу, серозні порожнини живота. Разом з тим не виключено, що є й інші філярії, які не належать до роду Mansonella, що уражають серозні порожнини тіла тварин та людей. Можливо варто в подальшому об'єднати поняття «серозні філяріїдози» та «серозні мансонельози».

## Історичні відомості

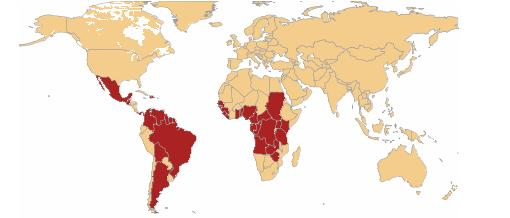
Мапа поширення серозних філяріїдозів та підшкірного мансонельозу в світі на 2009 рік.

Мікрофілярії Mansonella perstans вперше виявив шотландський паразитолог Патрік Менсон у 1890 році в крові пацієнта із Західної Африки. Він іменував їх як Filaria sanguinis hominis minor, але в подальшому її скоротили до Filaria perstans задля виконання вимог подвійності назви видів у системі зоологічної номенклатури. У 1984 році переглянули рід Mansonella і включили perstans туди, давши їм сучасну назву — Mansonella perstans. Дорослі особини вперше були знайдені у брижі і в жировому шарі під перикардом під час розтину двох померлих аборигенних індіанців у Британській Гвіані, в яких прижиттєво знайшли мікрофілярій Mansonella perstans у крові. У 1927 році Н. Шарп виявив повний розвиток Mansonella perstans в організмі мокреців Culicoides grahami, що дало можливість зробити висновок про роль цих комах у передачі цієї паразитарної хвороби. У 1928 році він зробив такий висновок стосовно ролі у передачі хвороби в Африці Culicoides austeni.
Детальніші відомості з цієї теми ви можете знайти в статті Серозні мансонельози.

## Актуальність
Інвазію, яку спричинює Mansonella perstans, вважають досить широко поширеним людським філяріїдозом у багатьох частинах Африки на південь від Сахари. Її виявляють у 33 країнах цього регіону. Ця інвазія є дуже поширеною в ендемічних районах, навіть серед дітей. Є припущення, що зараженими там є близько 114 млн людей. На сьогодні інвазія, яку спричинює Mansonella perstans, також передається в багатьох тропічних районах Південної Америки, що межують з Атлантичним океаном.
Mansonella ozzardi є паразитом Нового Світу. Його виявляють у багатьох регіонах Центральної та Південної Америки від Мексики до Аргентини. Цього гельмінта також знаходять на Карибах. Гельмінт найбільш поширений серед тубільного індіанського населення, а серед країн — у Бразилії, де до 52 % бразильських селян є зараженими.
Детальніші відомості з цієї теми ви можете знайти в статті Серозні мансонельози.

## Етіологія
Збудниками, що спричинюють серозні філяріїдози, визнані гельмінти з роду Mansonella — Mansonella perstans та Mansonella ozzardi.
Детальніші відомості з цієї теми ви можете знайти в статті Серозні мансонельози.

## Епідеміологічні особливості

### Джерело інфекції
Джерелом та резервуаром є люди, в організмі яких відбувається мікрофіляріємія.

### Механізм передачі
Переносниками Mansonella perstans є кусючі мокреці, що належить до роду Culicoides. Різні види Culicoides мешкають по всьому світу, в деяких районах їхня кількість є дуже високою, що робить їх численні укуси великою проблемою для людей і домашніх тварин. Рід Culicoides у Східній Африці налічує 61 вид, але роль усіх цих видів як переносників Mansonella perstans на даний час ще не розкрили.
Переносниками Mansonella ozzardi є два типи членистоногих, які харчуються кров'ю людини — мокреці (рід Culicoides) і мошки (рід Simulium). У Карибському регіоні гельмінта передають мокреці, тоді як в басейні Амазонки та інших місцях материкової частини Південної Америки це мошки.

### Сприйнятливій контингент та імунітет
Через відсутність серйозних досліджень ані сприйнятливість, ані імунітет не прояснені.
Детальніші відомості з цієї теми ви можете знайти в статті Серозні мансонельози.

## Патогенез
На сьогодні не вивчений за ряду причин. Проходять побічні дослідження серозних філяріїдозів в межах вивчення більш резонансних гельмінтозів — онхоцеркозу, лоаозу тощо.

## Клінічні ознаки
У МКХ-10 серозні філяріїдози окремо не виділяють, а розглядають їх в межах класифікаційного розділу «Мансонельози» (B74.4), що не є правильним. Більшість клінічних проявів пов'язують не з мікрофіляріями, а міграцією дорослих особин в організмі людини. Основними клінічними проявами вважають:
- гострий набряк в ділянці передпліч, кистей рук і / або на обличчі, які, як правило, проходять відступає протягом приблизно 3-4 днів, часто повторюються, нагадують калабарські пухлини при лоаозі;
- свербіння шкіри з або без висипу чи виразки;
- біль або напруження в суглобах, у ділянках їхніх синовіальних оболонок;
- біль або напруження в ділянці серозних порожнин;
- біль або дискомфорт в ділянці печінки;
- різні неврологічні та психічні розлади;

## Діагностика
Діагноз встановлюють, найчастіше, шляхом виявлення та ідентифікації мікрофілярій, які циркулюють в крові (мікрофіляріємія). Через те, що мікрофілярії присутні в периферичній крові у майже рівних концентраціях протягом дня та ночі, мазки крові для мікроскопічної діагностики можна отримати від хворого у будь-який момент часу доби. Для діагностики використовують як товсту краплю, так і тонкі мазки крові, що фарбують за Романовським—Гімзою.
Окрім цього мікрофілярії також можна виявити в рідині з серозних порожнин, в мазках або біоптатах з інших органів тіла, в тому числі, з кісткового мозку. Дорослих гельмінтів можна знайти під час оперативного втручання або при аутопсії.

## Лікування
У лікуванні цих гельмінтозів на відміну від інших філяріїдозів існує ще багато не проясненого та суперечливого. Проведені дослідження із застосуванням диетилкарбамазину, івермектину, альбендазолу, мебендазолу не показали доказових ефективних результатів, що дало б змогу їх впровадити у широку медичну практику. Як при інших філяріїдозах, при серозних визначили в останні роки ендосимбіотичну роль у житті філярій бактерій Wolbachia, а також демонстрація того, що усунення їх за допомогою доксицикліну призводить до різкого скорочення рівня мікрофілярій в крові, що є перспективною відправною точкою для розробки нових терапевтичних підходів до лікування серозних філяріїдозів.

## Профілактика
Профілактику передачі слід здійснювати за допомогою носіння закритої одежі, використання репелентів та інсектицидів. Слід пам'ятати, що мокреці роду Culicoides настільки дрібні, що вільно проходять через антимоскітні сітки, які не дають при цих хворобах захисту. Певне значення має проведення лікування заражених за допомогою івермектину, що дає змогу перервати ланцюг передачі.